# Aljaksej Kaljuschny
Aljaksej Mikalajewitsch Kaljuschny (belarussisch Аляксей Мікалаевіч Калюжны, russisch Алексей Николаевич Калюжный/Alexei Nikolajewitsch Kaljuschny; * 13. Juni 1977 in Minsk, Weißrussische SSR) ist ein belarussischer Eishockeyspieler, der zuletzt bis 2016 für den HK Dinamo Minsk in der Kontinentalen Hockey-Liga spielte.

## Karriere
Aljaksej Kaljuschny begann seine Karriere als Eishockeyspieler beim HK Dynamo Moskau, für den er in der Saison 1994/95 sein Debüt in der Russischen Superliga gab. Nach einem Jahr bei deren Ligarivalen Neftechimik Nischnekamsk kehrte er 1996 zu Dynamo Moskau zurück, mit dem er in der Saison 1999/2000 erstmals Russischer Meister wurde. Daraufhin unterschrieb er einen Vertrag beim HK Metallurg Magnitogorsk, mit dem er zu Saisonbeginn sogleich den IIHF Super Cup und am Ende der Spielzeit 2000/01 erneut die Meisterschaft gewann. Nach zwei Jahren verließ der Angreifer Metallurg und wechselte für ebenfalls zwei Jahre zu Sewerstal Tscherepowez, mit denen er 2003 Vizemeister wurde. Nach der Hauptrunde 2003/04 verpflichtete ihn der HK Junost Minsk für die belarussischen Playoffs, in denen er mit dem Hauptstadtklub die belarussische Meisterschaft erringen konnte.
Im Sommer 2004 wurde Kaljuschny von HK Awangard Omsk unter Vertrag genommen, mit dem er 2005 den IIHF European Champions Cup gewann. Im Finale setzte sich der Belarusse mit seinem Team mit 2:1 nach Verlängerung gegen den finnischen Meister Kärpät Oulu durch, wobei er den 1:1-Ausgleich neun Minuten vor Schluss der regulären Spielzeit erzielte. Nach vier Jahren in Omsk kehrte Kaljuschny 2008 zum HK Dynamo Moskau zurück, mit dem er anschließend den Spengler Cup gewann. 2010 wurde er zum belarussischen Eishockeyspieler des Jahres gewählt.
2010 fusionierte Dynamo Moskau mit dem HK MWD Balaschicha und Kaljuschny wechselte erneut zum HK Awangard Omsk. Mit Omsk erreichte er in der Saison 2011/12 das Play-off-Finale, in dem sein Team dem OHK Dynamo unterlag. Zudem nahm er am KHL All-Star Game 2012 teil. Im Mai 2012 erhielt Kaljuschny einen Zweijahresvertrag bei Lokomotive Jaroslawl, der im Juni 2013 aufgelöst wurde. Anschließend war er vereinslos, ehe er im September des gleichen Jahres vom HK Dinamo Minsk verpflichtet wurde, dessen Mannschaftskapitän er bis 2016 war.

### International
Für Belarus nahm Kaljuschny im Juniorenbereich an den Junioren-C-Weltmeisterschaften 1996 und 1997, als er als Topscorer und bester Vorlagengeber des Turniers maßgeblich zum Aufstieg der Belarussen in die B-Gruppe beitrug, teil.
Im Erwachsenenbereich spielte er mit der belarussischen Auswahl bei der B-Weltmeisterschaft 1997 und den A-Weltmeisterschaften 1998, 1999 und 2000. Nach der Umstellung auf das heutige Divisionensystem stand er im belarussischen Kader bei den Weltmeisterschaften der Top-Division 2001, 2003, 2008, 2009, 2010, 2012, 2014, 2015 und 2016 sowie bei den Turnieren der Division I 2002 und 2004. Zudem vertrat er seine Farben bei den Olympischen Winterspielen 1998 in Nagano, 2002 in Salt Lake City und 2010 in Vancouver sowie bei den Qualifikationsturnieren für die Winterspiele 2002, 2006 in Turin und 2014 in Sotschi teil.

## Erfolge und Auszeichnungen
- 2000 Russischer Meister mit dem HK Dynamo Moskau
- 2000 Gewinn des IIHF Super Cups mit dem HK Metallurg Magnitogorsk
- 2001 Russischer Meister mit dem HK Metallurg Magnitogorsk
- 2003 Russischer Vizemeister mit Sewerstal Tscherepowez
- 2004 Belarussischer Meister mit dem HK Junost Minsk
- 2005 IIHF-European-Champions-Cup-Gewinn mit dem HK Awangard Omsk
- 2008 Spengler-Cup-Gewinn mit dem HK Dynamo Moskau
- 2010 Belarus’ Eishockeyspieler des Jahres
- 2012 KHL All-Star Game
- 2015 Belarus’ Eishockeyspieler des Jahres
- 2019 Belarussischer Meister mit dem HK Junost Minsk (als Trainer)

### International
- 1997 Aufstieg in die B-Gruppe bei der Junioren-C-Weltmeisterschaft
- 1997 Topscorer und bester Vorlagengeber der Junioren-C-Weltmeisterschaft
- 1997 Aufstieg in die A-Gruppe bei der B-Weltmeisterschaft
- 2002 Aufstieg in die Top-Division bei der Weltmeisterschaft der Division I, Gruppe A
- 2002 Topscorer ûnd bester Vorlagengeber der Weltmeisterschaft der Division I, Gruppe A
- 2004 Aufstieg in die Top-Division bei der Weltmeisterschaft der Division I, Gruppe A
- 2004 Topscorer und bester Vorlagengeber der Weltmeisterschaft der Division I, Gruppe A

## Karrierestatistik
(Legende zur Spielerstatistik: Sp oder GP = absolvierte Spiele; T oder G = erzielte Tore; V oder A = erzielte Assists; Pkt oder Pts = erzielte Scorerpunkte; SM oder PIM = erhaltene Strafminuten; +/− = Plus/Minus-Bilanz; PP = erzielte Überzahltore; SH = erzielte Unterzahltore; GW = erzielte Siegtore; 1 Play-downs/Relegation; Kursiv: Statistik nicht vollständig)